# Ольховка (притока Ками)
Ольхо́вка (рос. Ольховка) — невелика річка на північному сході Удмуртії, ліва притока річки Кама. Протікає територією Кезького та Балезінського районів.
Річка бере початок на схилах Верхньокамської височини на північний схід від присілка Балуй Кезького району. Протікає на північ, від середини протяжності течія повертає на північний схід, а потім плавно на північний захід. На певному протязі є кордоном між районами. Впадає до Ками у меандру неподалік села Сергіно. Береги заліснені, місцями заболочені. Приймає декілька дрібних приток.
Над річкою не розташовано населених пунктів.